# Clive King
David Clive King (Richmond upon Thames, 24 aprile 1924 – Thurlton, 10 luglio 2018) è stato uno scrittore britannico, noto principalmente per essere autore del romanzo per ragazzi Stig della caverna (Stig of the Dump).
Prestò servizio nella Royal Naval Reserve negli ultimi anni della seconda guerra mondiale e ha lavorato per il British Council in una vasta gamma di pubblicazioni all'estero, da cui in seguito ha tratto ispirazione per i suoi romanzi.

## Biografia
King nacque a Richmond upon Thames, nel settore sudoccidentale di Londra, il 24 aprile 1924, figlio di sir Geoffrey King, un avvocato e funzionario che lavorava al dipartimento del tesoro britannico, e May Tuke, ma crebbe con la famiglia nella Chiswick House di Ash, distretto di Sevenoaks, nel Kent. Inizia il suo percorso scolastico alla King's School, di Rochester, Kent, dal 1933 fino 1941, per proseguire poi al Downing College di Cambridge, dal 1941 al 1943, laureandosi con una BA in lingua inglese. Dal 1943 al 1946 presta servizio come volontario, con il grado di Sub-lieutenant, nella Royal Naval Reserve, avendo così l'opportunità di visitare numerosi luoghi tra cui Artide, India, Ceylon, Australia, Malaysia e Giappone, dove assistette alle devastanti conseguenze del bombardamento nucleare di Hiroshima.
Dopo aver lasciato il servizio volontario, grazie ad una borsa di studio King fece ritorno al Downing College di Cambridge, dove in qualità di conferenziere leggeva testi in inglese e russo. Qualche tempo dopo coglie l'occasione offertagli dal British Council per ricoprire per conto dell'organizzazione culturale, pur principalmente interessato all'insegnamento dell'inglese, diversi incarichi amministrativi nelle varie sedi sparse nel mondo, iniziando con Amsterdam come funzionario amministrativo (Administrative Officer) che svolse tra il 1948 e il 1950. Le successive destinazioni con il British Council furono Belfast, come Staff Welfare Officer (1950-51), Aleppo, in Siria, come conferenziere (1951-54), Damasco, Visiting Professor all'Università (1954-55), Beirut, come conferenziere e Director of Studies (1960-66) e Madras, come Education Officer (1971-73). Dal 1955 al 1960 ricoprì anche l'incarico di direttore delL'East Sussex County Council. Ha frequentato la School of Oriental and African Studies a Londra dal 1966 al 1967, quindi ha ricoperto il ruolo di Education Adviser per l'East Pakistan Education Center a Dacca dal 1967 al 1971.
La passione per la scrittura risaliva già da giovanissimo, dichiarando in un'intervista di aver scritto una sceneggiatura per un film western già all'età di sei anni Prima di pubblicare il suo primo libro, Hamid of Aleppo, nel 1958, negli Stati Uniti d'America per l'editore Macmillan & Co. di New York, King aveva già pubblicato numerosi articoli su riviste scolastiche e universitarie. Un anno più tardi scrive The Town that Went South (1959), seguito da Stig della caverna (Stig of the Dump) nel 1963, che con oltre 2 milioni di copie stampate in Regno Unito è il suo maggiore successo, e The 22 Letters nel 1966. Benché i suoi libri avessero già ottenuto un buon successo di vendite King decise di diventare uno scrittore a tempo pieno solo nel 1973, a quasi cinquant'anni compiuti. Tra il 1972 e il 2008 scrive altri 20 libri, mentre Stig della caverna si afferma come sua opera più conosciuta anche grazie a due adattamenti televisivi, il primo nel 1981 e il secondo, realizzato dalla BBC, nel 2002, che ottenne un premio per la categoria Children's Film & Television alla rete televisiva e un premio Best Children's Writer per King da parte del British Academy of Film and Television Arts (BAFTA).
King che si è sposato due volte, ha trascorso gli ultimi anni della vita a Thurlton, Norfolk, dove è morto all'età di 94 anni.

## Attività letteraria
King riconobbe che le esperienze fatte grazie ai viaggi compiuti nella prima parte della sua vita influenzarono molte delle sue opere. Queste influenze sono evidenti nelle ambientazioni di The Night The Water Came (operazioni di soccorso su un'isola tropicale), Snakes and Snakes (India) e The 22 Letters (Medio Oriente).

### Hamid of Aleppo
Hamid of Aleppo, scritto nel 1958 e illustrato da Giovannetti, narra le avventure di Hamid, un criceto siriano (Mesocricetus auratus), che vive da solo in una collina che scava in diversi tunnel per ampliarla e arricchirla di vari oggetti, decidendo di esplorare il mondo. Hamid, che inizialmente non ha idea di che tipo di creatura sia, chiede a un cammello se lo riconosca, ma questo lo scambia per un topo del deserto. Anche con una tartaruga non ha miglior fortuna, chiamandolo gatto grasso senza coda. Quando Hamid decide di lasciare la sua casa/tunnel sulla collina alla ricerca della sua identità porta con sé molte delle cose che ha trovato lì. Dopo molti viaggi e incontri con altri viandanti, Hamid scava un tunnel che lo porta in superficie nell'ufficio del direttore di un museo, che spiega ad Hamid che è un criceto dorato siriano e che le sue cose sono preziosi reperti archeologici. Hamid di Aleppo, felice di aver scoperto infine la sua natura, decide in segno di riconoscenza di donare le sue cose al museo, venendo poi premiato per il gesto di altruismo.

### Stig della caverna
Stig della caverna (Stig of the Dump), del 1963 e illustrato da Edward Ardizzone, narra le avventure di un ragazzino che scopre, in una cava di gesso in disuso resa una discarica, un piccolo uomo delle caverne che continua la sua vita preistorica. I due diventano amici sperimentando avventure e cercando di migliorare le condizioni di quest'ultimo, chiamato Stig dal ragazzino inglese, utilizzando materiali di scarto per costruire una finestra con barattoli vuoti di marmellata o, grazie a lattine bucate, un impianto di riscaldamento. Il racconto, pur fantastico, non utilizza esplicitamente nessuno degli espedienti narrativi fantasy come la sequenza temporale o la magia. Il romanzo, che ha avuto numerose ristampe ed è stato più volte tradotto per il mercato internazionale, ha avuto due adattamenti televisivi.

### The 22 Letters
The 22 Letters, del 1966 e illustrato da Richard Kennedy, fu il 250º titolo pubblicato dalla casa editrice Puffin Books. Ambientata nel settore orientale del Mediterraneo nel XV secolo a.C., la storia narra le avventure dei tre figli di un capomastro fenicio, attraverso tre storie vagamente collegate in cui viaggiano in Egitto (Penisola del Sinai), alla corte del re Minosse e a Ugarit. Una volta tornati salvano la loro città dall'invasione con l'aiuto delle tre invenzioni che trovano o scoprono: la navigazione astronomica, l'equitazione e l'alfabeto. Al tempo della sua prima edizione, benché apprezzato per lo scopo di favorire la lettura per i più piccoli, il romanzo era considerato, avendo oltre 300 pagine, molto lungo per un libro destinato ai bambini, sebbene la sua borsa di studio e la sua portata fossero ammirate.

## Opere
- Hamid of Aleppo, illustrato da Giovannetti. New York, Macmillan 1958
- The Town That Went South, illustrato da Maurice Bartlett. New York, Macmillan 1959; London, Penguin 1961
- Stig of the Dump, illustrato da Edward Ardizzone. London, Penguin 1963 (ISBN 9780140301960)
  -  Stig della caverna, collana Gl'istrici, traduzione di B. Draghi, Salani, 1995, ISBN 88-7782-390-9.
- The 22 Letters, illustrato da Richard Kennedy. London, Hamish Hamilton 1966; New York, Coward McCann 1967; ISBN 978-0-14-030250-9
- The Night the Water Came, illustrato da Mark Peppé. London, Longman 1973; New York, Crowell 1979
- Snakes and Snakes, illustrato da Richard Kennedy. London, Kestrel 1975
- Me and My Million. London, Kestrel 1976; New York, Crowell 1979
- The Inner Ring series, illustrato da Jacqueline Atkinson. London, Ernest Benn 1976
  - The Accident
  - First Day Out
  - High Jacks, Low Jacks
  - The Secret
- The Devil's Cut, illustrato da Val Biro. London, Hodder & Stoughton 1978
- Ninny's Boat, illustrato da Ian Newsham. London, Kestrel 1980; New York, Macmillan 1981
- The Sound of Propellors 1986
- The Seashore People 1987
- A Touch of Class 1995